# Ipso facto
Ipso facto (з лат. «у силу самого факту», читається як і́псо фа́кто) — сталий латинський вираз, який означає, що конкретна ситуація/дія є прямим наслідком, стану/події про які йдеться та не потребує додаткових умов — за замовчуванням, з огляду на саму подію, по-факту. Термін використовується у міжнародному праві, юриспруденції, математиці та філософії.

## Використання терміна
Термін виник від латинської фрази лат. Ipso facto et ipso jure — «з огляду на самий факт та на підставі самого закону». В міжнародних відносинах і міжнародному праві ipso facto використовується для позначення положень, які не потребують підтвердження. Наприклад, усі держави — члени ООН є ipso facto учасниками Статуту ООН (тобто по-факту, у силу самого факту їх членства), а держави, що не є членами ООН, можуть бути учасниками Статуту на умовах, визначених Генеральною Асамблеєю ООН і за рекомендацією Ради Безпеки ООН.
В судочинстві ipso facto може означати автоматичні наслідки, які виходять з суті справи (а не будуть визначені присудом суду) — щось, що було зроблено всупереч закону, ipso facto є незаконним. У католицькому канонічному праві ipso facto позначає автоматичний характер втрати приналежності до релігійного суб'єкта кимось винним у визначеній дії, навіть якщо церковними ієрархами або судом не був винесений вирок (лат. sententiae).
Вираз популярний і в художній літературі і публіцистиці, особливо XX століття.